# Alí Reza Asgarí
Alí Reza Asgarí, (n. en Ardestán —Irán—, 1 de noviembre de 1952-28 de diciembre de 2010), fue un general retirado de los Cuerpos de la Guardia Revolucionaria Islámica, antiguo viceministro de Defensa y miembro del gabinete del presidente Mohammad Jatamí.
El nombre de Asgarí cobró relevancia debido a anuncios en medios de prensa según los cuales éste había sido secuestrado en Estambul por la CIA de los Estados Unidos y el Mosad de Israel el 9 de diciembre de 2006.
Según el diario en lengua persa Irán, de propiedad estatal, el general retirado fue capturado por un equipo combinado de la CIA y el Mosad. En una entrevista entregada a la agencia de noticias Fars, la hija del general afirma que ella «está segura de que Estados Unidos e Israel lo secuestraron».
Otras fuentes como The Washington Post apuntan que decidió abandonar Irán y cooperar voluntariamente con los servicios de inteligencia occidentales, proporcionándoles información sobre la milicia chií libanesa Hezbolá y el aparato de estado iraní. También habría pedido asilo por ello.
El 27 de diciembre de 2010, los medios de prensa israelíes Haaretz y Yedioth Ahronoth informaron brevemente de declaraciones de fuentes próximas al ministro de defensa del estado judío Ehud Barak, según las cuales Asgarí se habría suicidado en su celda de la prisión de Ayalon. Fuentes del ministerio de Exteriores iraní expresaron preocupación. El ministro iraní Alí Akbar Salehí dirigió una carta al Secretario General de la ONU, Ban Ki-moon, en la que reclamaba ayuda de las Naciones Unidas para esclarecer el paradero de Asgarí y manifestaba que las noticias publicadas reforzaban las sospechas sobre un posible secuestro por fuerzas israelíes.